# Ferdinand Gottschalk
Ferdinand Gottschalk (n. 28 februarie 1858 – d. 10 noiembrie 1944), a fost un actor englez. A apărut în 76 de filme între 1917 și 1938. El s-a născut și a murit în Londra, Anglia.

## Filmografie (selecție)
- Tonight or Never (1931)
- Grand Hotel (1932)
- The Sign of the Cross (1932)
- Ex-Lady (1933)
- Berkeley Square (1933)
- Female (1933)
- Gambling Lady (1934)
- Upper World (1934)
- Madame DuBarry (1934)
- Cleopatra (1934) -  scene șterse
- Clive of India (1935)
- Folies Bergère de Paris (1935)
- Les Misérables (1935)
- Break of Hearts (1935)
- The Gay Deception (1935)
- Café Metropole (1937)
- Ali Baba Goes to Town (1937)
- The Adventures of Marco Polo (1938)